# Робер Брессон
Робе́р Брессо́н (фр. Robert Bresson [ʁɔˈbɛʁ bʁɛˈsɔ̃], нар. 25 вересня 1901 — 18 грудня 1999) — французький режисер та сценарист. Відомий як вкрай вимогливий до кадру, що виходить проникливим, сухим та ідеальним . За 50 років кінематографічної кар'єри (1933—1983) зняв 13 повнометражних фільмів, 8 з яких отримали фестивальні нагороди .

## Життєпис
Брессон народився у муніципалітеті Бромон-Ламот, в департаменті Пюї-де-Дом. Його батьками були Марі-Елізабер Клозель та Леон Брессон. Про дитинство Брессона мало відомостей, зокрема, залишається непідтвердженим рік його народження — 1901 чи 1907. Він навчався у ліцеї Лаканаль, розташованому в муніципалітеті Со в департаменті О-де-Сен, неподалік від Парижу, та почав займатися живописом по завершенні. Визначають три вирішальні впливи на його життя — католицизм, живопис та досвід Брессона як військовополоненого.

Брессон також займався фотографією. Свій перший короткометражний фільм, «Публічні справи» (фр. Les affaires publiques), він створив у 1934 році. Протягом Другої Світової війни він провів більше ніж рік у полоні, цей досвід стався йому у нагоді під час зйомок фільму «Засуджений до смерті втік» (фр. Un condamné à mort s'est échappé ou Le vent souffle où il veut). Протягом п'ятдесяти років своєї кар'єри Брессон створив тільки тринадцять повнометражних фільмів, це стало наслідком як його прискіпливого підходу до самого процесу зйомок, так і того, що Брессон знімав некомерційне кіно, тож часто зустрічався із труднощами у пошуках фінансування.

## Тематика творів
Від самого початку Брессон намагався звільнити мову кіно від впливу театру, запрошуючи на ролі у своїх фільмах непрофесійних акторів. Католицьке виховання Брессона вплинуло на зміст багатьох його фільмів. Брессон часто звертається до тем спасіння, спокути гріхів, наприклад, у фільмі «Засуджений до смерті втік» (1956), де втеча військовополоненого прочитується як метафора релігійного спасіння. Брессон зазначає, що у тюрмі немає ніякої очевидної драми — можна почути, як когось розстрілюють, але це є частиною повсякденного життя. Це такий досвід, у якому об'єкти стають важливішими за персонажів — «тераса», «стіна», «звук потягу» — всі ці об'єкти та звуки утворюють якийсь інтимний зв'язок з людиною: «І це значно серйозніший зв'язок, та більш значущий, аніж той, коли чиїсь руки поєднуються з шиєю охоронця, якого намагаються задушити». У фільмах Брессона також присутній мотив соціальної критики, зокрема в його останніх картинах «Гроші» (фр. L'Argent) та «Можливо, Диявол» (фр. Le diable probablement).
У 1975 році Брессон опублікував свої «Нотатки кінематографіста» (фр. Notes sur le cinématographe), де відстоює унікальний сенс слова «кінематографія». «Кінематографія» для Брессона є втіленням найшляхетнішої функції кіно. В той час як «фільм» є лише «театром, знятим на камеру», кінематографічний твір є спробою створити нову мову образів, що рухаються, та звуків.
Говорячи про місце кіно серед інших мистецтв Брессон, перш за все, наполягає на відділенні кіно від театру, кажучи, що режисери даремно намагаються використати мову театру та його засоби для того, щоб створити фільм. Мова кіно відрізняється від мови театру тим, що вона відмовляється від «мімікрії» жестів, образів, звуків. Кіно має виражати себе не через образ як такий, але через їх поєднання — образи поєднуються один з одним та змінюють один одного як кольори на полотні: «Ти береш два образи, кожен з них є нейтральним, але раптом поряд один з одним вони оживають».

## Роль в історії кінематографа
Брессона часто називають святим-покровителем кінематографістів, не тільки через те, що в його творах присутні християнські мотиви, але й через його внесок у кіномистецтво. Визначальними рисами його стилю стало специфічне використання звуку, співвіднесення певних звуків з образами та персонажами, метод «актора-моделі», який передбачав, що участь у зйомках беруть актори-аматори. Він вплинув на творчість таких режисерів як Андрій Тарковський, Міхаель Ганеке, Джим Джармуш, Брати Дарденн, Монте Геллман, Жан Есташ, Акі Каурисмякі, Гел Гартлі, Мартін Скорсезе, Жан-Люк Годар, Філіпп Гаррель, Атом Егоян та Пол Шредер.
«Нотатки кінематографиста» (1975) є однією з найвпливовіших книг у теорії та критиці кіно. Зокрема його теорія фільму вплинула на інших режисерів французької Нової Хвилі.

## Цитати
- «Мій фільм вперше народжується у голові, він вмирає на папері та знов воскресає у живих створіннях та реальних об'єктах, з якими я працюю. Фільм їх вбиває, але варто розташувати їх у певному порядку та спроектувати на екран, як вони знов повертаються до життя неначе квіти у воді» — Робер Брессон.
- «Не намагайся наздогнати поезію. Вона проникне у твір сама через розщелини» — Робер Брессон.

## Фільмографія
| - 1934 — Публічні справи / Les affaires publiques - 1943 — Вуличні янголи / Les Anges du péché - 1945 — Дами Булонського лісу / Les dames du Bois de Boulogne - 1951 — Щоденник сільського священика / Journal d'un curé de campagne - 1956 — Засуджений до смерті — втік / Un condamné à mort s'est échappé ou Le vent souffle où il veut - 1959 — Кишеньковий злодій / Pickpocket - 1962 — Процес Жанни Д'Арк / Procès de Jeanne d'Arc | - 1966 — Навмання, Бальтазаре / Au hasard Balthazar - 1967 — Мушетт / Mouchette - 1969 — Лагідна / Une femme douce - 1971 — Чотири ночі мрійника / Quatre nuits d'un rêveur - 1974 — Ланселот Озерний / Lancelot du Lac - 1977 — Можливо, Диявол / Le diable probablement - 1983 — Гроші / L'argent |

## Визнання
| Рік                                                  | Категорія                                                     | Фільм                         | Результат |
| ---------------------------------------------------- | ------------------------------------------------------------- | ----------------------------- | --------- |
| Приз Луї Деллюка                                     |                                                               |                               |           |
| 1950                                                 | Щоденник сільського священика                                 | Щоденник сільського священика | Перемога  |
| Венеційський кінофестиваль                           |                                                               |                               |           |
| 1951                                                 | Золотий лев                                                   | Щоденник сільського священика | Номінація |
| 1951                                                 | Міжнародний приз                                              | Щоденник сільського священика | Перемога  |
| 1951                                                 | Приз італійських кінокритиків                                 | Щоденник сільського священика | Перемога  |
| 1951                                                 | Приз Міжнародної Католицької організації в царині кіно (OCIC) | Щоденник сільського священика | Перемога  |
| 1966                                                 | Золотий лев                                                   | Навмання, Бальтазаре          | Номінація |
| 1966                                                 | Приз Сан Джорджіо                                             | Навмання, Бальтазаре          | Перемога  |
| 1966                                                 | Приз New Cinema                                               | Навмання, Бальтазаре          | Перемога  |
| 1966                                                 | Приз Міжнародної Католицької організації в царині кіно (OCIC) | Навмання, Бальтазаре          | Перемога  |
| 1966                                                 | Спеціальна згадка                                             | Навмання, Бальтазаре          | Перемога  |
| 1967                                                 | Приз Пасінетті (Паралельна секція)                            | Мушетт                        | Перемога  |
| 1989                                                 | Приз за досягнення в кар'єрі                                  | Робер Брессон                 | Перемога  |
| Синдикат французьких кінокритиків                    |                                                               |                               |           |
| 1952                                                 | Найкращий фільм                                               | Щоденник сільського священика | Перемога  |
| 1958                                                 | Найкращий фільм                                               | Засуджений до смерті — втік   | Перемога  |
| 1967                                                 | Найкращий фільм                                               | Навмання, Бальтазаре          | Перемога  |
| 1968                                                 | Найкращий фільм                                               | Мушетта                       | Перемога  |
| Каннський міжнародний кінофестиваль                  |                                                               |                               |           |
| 1957                                                 | Золота пальмова гілка                                         | Засуджений до смерті — втік   | Номінація |
| 1957                                                 | Найкращий режисер                                             | Робер Брессон                 | Перемога  |
| 1962                                                 | Золота пальмова гілка                                         | Процес Жанни Д'Арк            | Номінація |
| 1962                                                 | Спеціальний приз журі                                         | Процес Жанни Д'Арк            | Перемога  |
| 1962                                                 | Приз Міжнародної Католицької організації в царині кіно (OCIC) | Процес Жанни Д'Арк            | Перемога  |
| 1967                                                 | Золота пальмова гілка                                         | Мушетт                        | Номінація |
| 1967                                                 | Спеціальне відзначення журі                                   | Мушетт                        | Перемога  |
| 1967                                                 | Приз Міжнародної Католицької організації в царині кіно (OCIC) | Мушетт                        | Перемога  |
| 1974                                                 | Приз ФІПРЕССІ (Паралельна секція)                             | Ланселот Озерний              | Перемога  |
| 1983                                                 | Золота пальмова гілка                                         | Гроші                         | Номінація |
| 1983                                                 | Найкращий режисер                                             | Робер Брессон                 | Перемога  |
| Берлінський міжнародний кінофестиваль                |                                                               |                               |           |
| 1960                                                 | Золотий ведмідь                                               | Кишеньковий злодій            | Номінація |
| 1971                                                 | Золотий ведмідь                                               | Чотири ночі мрійника          | Номінація |
| 1971                                                 | Приз Міжнародної Католицької організації в царині кіно (OCIC) | Чотири ночі мрійника          | Перемога  |
| 1977                                                 | Золотий ведмідь                                               | Можливо, Диявол               | Номінація |
| 1977                                                 | Спеціальний приз журі — Срібний ведмідь                       | Можливо, Диявол               | Перемога  |
| 1977                                                 | Приз Interfilm                                                | Можливо, Диявол               | Перемога  |
| 1977                                                 | Приз Міжнародної Католицької організації в царині кіно (OCIC) | Можливо, Диявол               | Перемога  |
| Італійський національний синдикат кіножурналістів    |                                                               |                               |           |
| 1960                                                 | «Срібна стрічка» найкращому режисеру іноземного фільму        | Засуджений до смерті — втік   | Номінація |
| 1969                                                 | «Срібна стрічка» найкращому режисеру іноземного фільму        | Мушетт                        | Перемога  |
| Міжнародний кінофестиваль у Сан-Себастьяні           |                                                               |                               |           |
| 1969                                                 | Срібна мушля                                                  | Лагідна                       | Перемога  |
| Британський інститут кінематографії                  |                                                               |                               |           |
| 1971                                                 | Sutherland Trophy                                             | Чотири ночі мрійника          | Перемога  |
| Премія «Давид ді Донателло»                          |                                                               |                               |           |
| 1977                                                 | Приз Лукіно Вісконті                                          | Приз Лукіно Вісконті          | Перемога  |
| Національна спілка кінокритиків США                  |                                                               |                               |           |
| 1985                                                 | Найкращий режисер                                             | Гроші                         | Перемога  |
| Міжнародний кінофестиваль у Сан-Франциско            |                                                               |                               |           |
| 1988                                                 | Приз Акіри Куросави                                           | Приз Акіри Куросави           | Перемога  |
| Товариство драматичних авторів і композиторів (SACD) |                                                               |                               |           |
| 1991                                                 | Гран-прі                                                      | Гран-прі                      | Перемога  |
| Європейська кіноакадемія                             |                                                               |                               |           |
| 1994                                                 | Премія за життєві досягнення                                  | Премія за життєві досягнення  | Перемога  |